# Ronaldo
Ronaldo Luis Nazário de Lima (local [ʁoˈnawðu ˈlwiʒ nɐˈzaɾju dʒ ˈɫĩmɐ]; n. 22 septembrie 1976, Itaguaí, Rio de Janeiro, Brazilia), cunoscut simplu ca Ronaldo, este un fost fotbalist brazilian, care evolua pe postul de atacant. Supranumit ”Il fenomeno”, Ronaldo este considerat unul din cei mai mari fotbaliști din toate timpurile.
El este unul din cei trei jucători care au câștigat premiul Fotbalistul Anului FIFA de trei ori sau mai mult, alături de Zinedine Zidane.
Considerat de mulți cel mai complet atacant din ultimii 30 de ani, în 2007 el a fost inclus în primul 11 al tuturor timpurilor de către revista France Football iar în martie 2004 a fost inclus în lista FIFA 100 a celor mai buni fotbaliști în viață, publicată de Pelé. În 2010, el a fost ales "Jucătorul Deceniului" într-un sondaj online organizat de Goal.com, cu un total de 43,63 procente din voturi și de asemenea a fost inclus ca atacant central în "Echipa Deceniului". În februarie 2010, Ronaldo a anunțat că se va retrage la finele sezonului 2011, în același timp prelungindu-și contractul cu Corinthians pe doi ani.
Ronaldo a jucat la echipa națională de fotbal a Braziliei în 98 de meciuri, marcând 62 de goluri, și este al doilea cel mai bun marcator al echipei naționale. La vârsta de doar 17 ani, el făcea parte din lotul Braziliei la Campionatul Mondial de Fotbal 1994, care a câștigat acea ediție. La Campionatul Mondial de Fotbal 1998 el a ajutat Brazilia să ajungă în finală și a primit premiul Balonul de Aur pentru cel mai bun jucător al turneului. El a câștigat cel de-al doilea său Campionat Mondial în 2002 unde a primit și premiul Gheata de Aur pentru golgheterul competiției. Pe durata Campionatului Mondial de Fotbal din 2006, Ronaldo a devenit cel mai bun marcator din istoria Campionatului Mondial de Fotbal înscriind cel de-al 15-lea gol în turneu, și surclasându-l pe Gerd Müller cu recordul său anterior de 14 goluri.
Resimțindu-se în urma unei serii de accidentări de pe durata carierei sale, Ronaldo s-a retras din fotbal pe 14 februarie 2011, acuzând dureri și hipotiroidismul ca motiv pentru retragerea sa prematură. În ianuarie 2013 el a fost numit unul din 6 ambasadori ai Campionatului Mondial de Fotbal 2014 din Brazilia, ceilalți fiind Amarildo, Bebeto, Carlos Alberto Torres, Marta și Mario Zagallo.

## Carieră

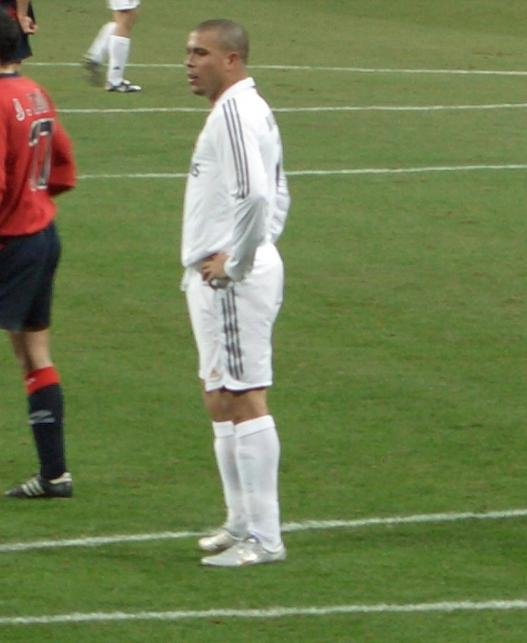
Ronaldo la Real Madrid, 21 decembrie 2005.

Ronaldo a jucat în Europa la PSV Eindhoven, Barcelona, Internazionale Milano, Real Madrid și AC Milan, cea mai bună perioadă fiind cea de la Real Madrid, unde a fost golgheterul campionatului.
Ronaldo s-a bucurat de succes la nivel internațional, câștigând Cupa Mondială în 1994 și 2002. Ronaldo a câștigat premiul Jucătorul Anului FIFA de trei ori, în 1996, 1997 și 2002. Împreună cu fostul său coleg de la Real Madrid, Zinedine Zidane, este singurul fotbalist care a câștigat acest premiu de trei ori. 
Dupa statistică, Ronaldo este cel mai bun marcator de goluri. Cel mai mare regret din cariera de fotbalist este că nu a câștigat niciodată Liga Campionilor în Europa, deși a jucat o bună perioadă de timp la echipe precum FC Barcelona, Inter Milano, Real Madrid și AC Milan.
De-a lungul vieții, Ronaldo a avut multe probleme cu accidentările și cu creșterea în greutate. Nimeni n-o să uite meciul cu Lazio Roma, unde, după câteva minute de la intrarea lui în teren (revenise după o accidentare la genunchi), a încercat să facă o bicicletă și i-a sărit genunchiul, nemaiputând să joace.
Accidentat în februarie 2008, Ronaldo nu a mai jucat de atunci, fiind în proces de recuperare. Clubul său, AC Milan, i-a permis să se antreneze cu clubul Flamengo și l-a lăsat să-și caute liber contract, găsindu-și echipa Corinthians unde are un salariu de 2-3 milioane de dolari pe an.

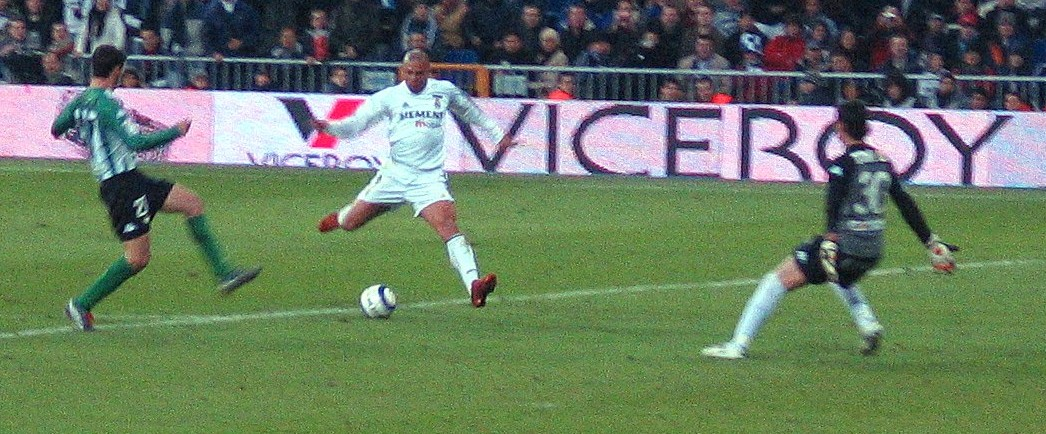
Ronaldo jucând la Real Madrid, 2 martie 2005

Cel mai bun an al său a fost 2002, an în care a câștigat Balonul de Aur și Cupa Mondială cu Brazilia, marcând în finală, când Brazilia a învins Germania cu 2-0.
Ajungând la vârsta de 32 de ani, Ronaldo a decis să se întoarcă în țara natală Brazilia, la Corinthians, unde la 34 de ani frumoasa sa carieră s-a încheiat in februarie 2011.

## Meciul de retragere

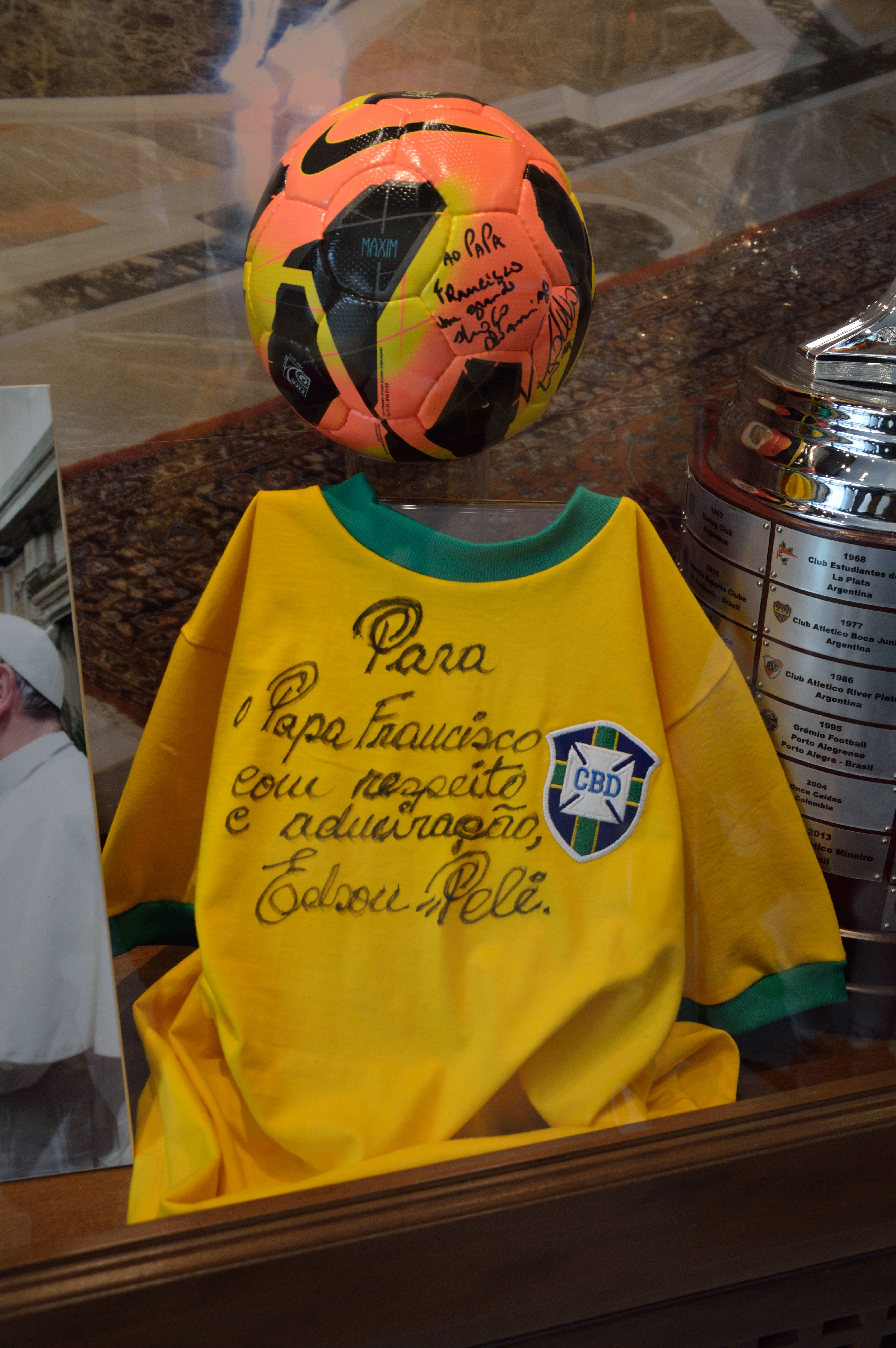
Tricou cu autograful lui Pelé și minge cu autograful lui Ronaldo pentru papa Francisc

Pe 7 iunie 2011 (8 iunie în România), Ronaldo a jucat ultimul meci în tricoul echipei naționale a Braziliei și din carieră într-un amical împotriva echipei similare a României. A jucat 15 minute, deoarece nu putea să se forțeze prea mult, intrând în minutul 30 și ieșind la pauza meciului. Cei 30.000 de spectatori din tribune l-au aclamat tot timpul în care a jucat, dar mai ales în momentul în care a intrat pe teren.

## Goluri la Campionatul Mondial
| #   | Data       | Stadion                                           | Oponent       | Scor  | Rezultat | Ediție | Runda            |
| --- | ---------- | ------------------------------------------------- | ------------- | ----- | -------- | ------ | ---------------- |
| 1.  | 1998-06-16 | Stade de la Beaujoire, Nantes, Franța             | Maroc         | 1 – 0 | 3 – 0    | 1998   | Faza grupelor    |
| 2.  | 1998-06-27 | Parc des Princes, Paris, Franța                   | Chile         | 3 – 0 | 4 – 1    | 1998   | Optimi de finală |
| 3.  | 1998-06-27 | Parc des Princes, Paris, Franța                   | Chile         | 4 – 1 | 4 – 1    | 1998   | Optimi de finală |
| 4.  | 1998-07-07 | Stade Vélodrome, Marseille, Franța                | Țările de Jos | 1 – 0 | 1 – 1    | 1998   | Semifinale       |
| 5.  | 2002-06-03 | Munsu Cup Stadium, Ulsan, Coreea de Sud           | Turcia        | 1 – 1 | 2 – 1    | 2002   | Faza grupelor    |
| 6.  | 2002-06-08 | Jeju World Cup Stadium, Seogwipo, Coreea de Sud   | China         | 4 – 0 | 4 – 0    | 2002   | Faza grupelor    |
| 7.  | 2002-06-13 | Suwon World Cup Stadium, Suwon, Coreea de Sud     | Costa Rica    | 0 – 1 | 2 – 5    | 2002   | Faza grupelor    |
| 8.  | 2002-06-13 | Suwon World Cup Stadium, Suwon, Coreea de Sud     | Costa Rica    | 0 – 2 | 2 – 5    | 2002   | Faza grupelor    |
| 9.  | 2002-06-17 | Kobe Wing Stadium, Kobe, Japonia                  | Belgia        | 2 – 0 | 2 – 0    | 2002   | Optimi de finală |
| 10. | 2002-06-26 | Saitama Stadium, Saitama, Japonia                 | Turcia        | 1 – 0 | 1 – 0    | 2002   | Semifinale       |
| 11. | 2002-06-30 | International Stadium Yokohama, Yokohama, Japonia | Germania      | 0 – 1 | 0 – 2    | 2002   | Finală           |
| 12. | 2002-06-30 | International Stadium Yokohama, Yokohama, Japonia | Germania      | 0 – 2 | 0 – 2    | 2002   | Finală           |
| 13. | 2006-06-22 | Westfalenstadion, Dortmund, Germania              | Japonia       | 1 – 1 | 1 – 4    | 2006   | Faza grupelor    |
| 14. | 2006-06-22 | Westfalenstadion, Dortmund, Germania              | Japonia       | 1 – 4 | 1 – 4    | 2006   | Faza grupelor    |
| 15. | 2006-06-27 | Westfalenstadion, Dortmund, Germania              | Ghana         | 1 – 0 | 3 – 0    | 2006   | Optimi de finală |

## Statistici carieră

### Club
| Sezon        | Club         | Campionat    | Campionat | Campionat | Ligă Regională | Ligă Regională | Cupă    | Cupă   | Continental | Continental | Altele  | Altele | Total   | Total  |
| Sezon        | Club         | Campionat    | Meciuri   | Goluri    | Meciuri        | Goluri         | Meciuri | Goluri | Meciuri     | Goluri      | Meciuri | Goluri | Meciuri | Goluri |
| ------------ | ------------ | ------------ | --------- | --------- | -------------- | -------------- | ------- | ------ | ----------- | ----------- | ------- | ------ | ------- | ------ |
| 1993         | Cruzeiro     | Série A      | 14        | 12        | 2              | 0              | -       | -      | 4           | 8           | 1       | 0      | 21      | 20     |
| 1994         | Cruzeiro     | Série A      | -         | -         | 18             | 22             | -       | -      | 8           | 2           | -       | -      | 26      | 24     |
| 1994–95      | PSV          | Eredivisie   | 33        | 30        | -              | -              | 1       | 2      | 2           | 3           | -       | -      | 36      | 35     |
| 1995–96      | PSV          | Eredivisie   | 13        | 12        | -              | -              | 3       | 1      | 5           | 6           | -       | -      | 21      | 19     |
| 1996–97      | Barcelona    | La Liga      | 37        | 34        | -              | -              | 4       | 6      | 7           | 5           | 1       | 2      | 49      | 47     |
| 1997–98      | Inter Milan  | Serie A      | 32        | 25        | -              | -              | 4       | 3      | 11          | 6           | -       | -      | 47      | 34     |
| 1998–99      | Inter Milan  | Serie A      | 19        | 14        | -              | -              | 2       | 0      | 6           | 1           | 1       | 0      | 28      | 15     |
| 1999–00      | Inter Milan  | Serie A      | 7         | 3         | -              | -              | 1       | 0      | -           | -           | -       | -      | 8       | 3      |
| 2000–01      | Inter Milan  | Serie A      | -         | -         | -              | -              | -       | -      | -           | -           | -       | -      | -       | -      |
| 2001–02      | Inter Milan  | Serie A      | 10        | 7         | -              | -              | 1       | 0      | 5           | 0           | -       | -      | 16      | 7      |
| 2002–03      | Real Madrid  | La Liga      | 31        | 23        | -              | -              | 1       | 0      | 11          | 6           | 1       | 1      | 44      | 30     |
| 2003–04      | Real Madrid  | La Liga      | 32        | 24        | -              | -              | 5       | 2      | 9           | 4           | 2       | 1      | 48      | 31     |
| 2004–05      | Real Madrid  | La Liga      | 34        | 21        | -              | -              | 1       | 0      | 10          | 3           | -       | -      | 45      | 24     |
| 2005–06      | Real Madrid  | La Liga      | 23        | 14        | -              | -              | 2       | 1      | 2           | 0           | -       | -      | 27      | 15     |
| 2006–07      | Real Madrid  | La Liga      | 7         | 1         | -              | -              | 2       | 1      | 4           | 2           | -       | -      | 13      | 4      |
| 2006–07      | AC Milan     | Serie A      | 14        | 7         | -              | -              | -       | -      | -           | -           | -       | -      | 14      | 7      |
| 2007–08      | AC Milan     | Serie A      | 6         | 2         | -              | -              | -       | -      | -           | -           | -       | -      | 6       | 2      |
| 2009         | Corinthians  | Série A      | 20        | 12        | 10             | 8              | 8       | 3      | -           | -           | -       | -      | 38      | 23     |
| 2010         | Corinthians  | Série A      | 11        | 6         | 9              | 3              | -       | -      | 7           | 3           | -       | -      | 27      | 12     |
| 2011         | Corinthians  | Série A      | -         | -         | 2              | 0              | -       | -      | 2           | 0           | -       | -      | 4       | 0      |
| Career total | Career total | Career total | 343       | 247       | 41             | 33             | 35      | 19     | 93          | 49          | 6       | 4      | 518     | 352    |

- Other - Recopa Sudamericana, Supercopa de España, Intercontinental Cup, & UEFA Cup Play-Off (at Coppa Italia)

### Internațional
| Brazilia | Brazilia | Brazilia |
| An       | Meciuri  | Goluri   |
| -------- | -------- | -------- |
| 1994     | 4        | 1        |
| 1995     | 6        | 3        |
| 1996     | 4        | 5        |
| 1997     | 20       | 15       |
| 1998     | 10       | 5        |
| 1999     | 10       | 7        |
| 2000     | -        | -        |
| 2001     | -        | -        |
| 2002     | 12       | 11       |
| 2003     | 8        | 3        |
| 2004     | 11       | 6        |
| 2005     | 5        | 1        |
| 2006     | 7        | 5        |
| 2007     | -        | -        |
| 2008     | -        | -        |
| 2009     | -        | -        |
| 2010     | -        | -        |
| 2011     | 1        | 0        |
| Total    | 98       | 62       |

### Goluri internaționale
| #   | Data                     | Stadion                                                   | Oponent               | Scor  | Rezultat | Competiția                                             |
| --- | ------------------------ | --------------------------------------------------------- | --------------------- | ----- | -------- | ------------------------------------------------------ |
| 1.  | 1994-05-03 or 1994-05-04 | Estádio da Ressacada, Florianópolis, Brazilia             | Islanda               | 1 – 0 | 3 – 0    | Meci amical                                            |
| 2.  | 1995-06-11               | Wembley stadium, Londra, Anglia                           | Anglia                | 2 – 1 | 3 – 1    | Meci amical                                            |
| 3.  | 1996-12-28               | ?, Manaus, Brazilia                                       | Bosnia și Herțegovina | 1 – 0 | 1 – 0    | Meci amical                                            |
| 3.  | 1997-04-30               | Lockhart Stadium, Fort Lauderdale, SUA                    | Mexic                 | 1 – 0 | 4 – 0    | Meci amical                                            |
| 4.  | 1997-04-30               | Lockhart Stadium, Fort Lauderdale, SUA                    | Mexic                 | 3 – 0 | 4 – 0    | Meci amical                                            |
| 5.  | 1997-05-30               | Ullevaal Stadion, Oslo, Norvegia                          | Norvegia              | 1 – 3 | 2 – 4    | Meci amical                                            |
| 6.  | 1997-06-08               | Stagg Memorial Stadium, Stockton, SUA                     | Honduras              | 1 – 0 | 8 – 2    | Meci amical                                            |
| 7.  | 1997-06-08               | Stagg Memorial Stadium, Stockton, SUA                     | Honduras              | 2 – 0 | 8 – 2    | Meci amical                                            |
| 8.  | 1997-06-08               | Stagg Memorial Stadium, Stockton, SUA                     | Honduras              | 3 – 0 | 8 – 2    | Meci amical                                            |
| 9.  | 1997-06-08               | Stagg Memorial Stadium, Stockton, SUA                     | Honduras              | 4 – 1 | 8 – 2    | Meci amical                                            |
| 10. | 1997-06-08               | Stagg Memorial Stadium, Stockton, SUA                     | Honduras              | 6 – 1 | 8 – 2    | Meci amical                                            |
| 11. | 1997-06-08               | Stagg Memorial Stadium, Stockton, SUA                     | Honduras              | 7 – 2 | 8 – 2    | Meci amical                                            |
| 12. | 1997-06-13               | Estadio Ramón Aguilera, Santa Cruz, Bolivia               | Costa Rica            | 3 – 0 | 5 – 0    | Copa América 1997                                      |
| 13. | 1997-06-13               | Estadio Ramón Aguilera, Santa Cruz, Bolivia               | Costa Rica            | 4 – 0 | 5 – 0    | Copa América 1997                                      |
| 14. | 1997-06-22               | Estadio Ramón Aguilera, Santa Cruz, Bolivia               | Paraguay              | 1 – 0 | 2 – 0    | Copa América 1997                                      |
| 15. | 1997-06-22               | Estadio Ramón Aguilera, Santa Cruz, Bolivia               | Paraguay              | 2 – 0 | 2 – 0    | Copa América 1997                                      |
| 16. | 1997-06-29               | Estadio Hernando Siles, La Paz, Bolivia                   | Bolivia               | 2 – 1 | 3 – 1    | Copa América 1997                                      |
| 17. | 1997-11-11               | Estádio Mané Garrincha, Brasilia, Brazilia                | Țara Galilor          | 1 – 0 | 3 – 0    | Meci amical                                            |
| 18. | 1997-11-11               | Estádio Mané Garrincha, Brasilia, Brazilia                | Țara Galilor          | 3 – 0 | 3 – 0    | Meci amical                                            |
| 19. | 1997-12-07               | Soccer City Stadium, Johannesburg, Africa de Sud          | Africa de Sud         | 1 – 0 | 2 – 1    | Meci amical                                            |
| 20. | 1997-12-07               | Soccer City Stadium, Johannesburg, Africa de Sud          | Africa de Sud         | 2 – 0 | 2 – 1    | Meci amical                                            |
| 21. | 1997-12-19               | King Fahd II Stadium, Riyadh, Arabia Saudită              | Cehia                 | 2 – 0 | 2 – 0    | Cupa Confederațiilor FIFA 1997                         |
| 22. | 1997-12-21               | King Fahd II Stadium, Riyadh, Arabia Saudită              | Australia             | 1 – 0 | 6 – 0    | Cupa Confederațiilor FIFA 1997                         |
| 23. | 1997-12-21               | King Fahd II Stadium, Riyadh, Arabia Saudită              | Australia             | 2 – 0 | 6 – 0    | Cupa Confederațiilor FIFA 1997                         |
| 24. | 1997-12-21               | King Fahd II Stadium, Riyadh, Arabia Saudită              | Australia             | 5 – 0 | 6 – 0    | Cupa Confederațiilor FIFA 1997                         |
| 25. | 1998-06-16               | Stade de la Beaujoire, Nantes, Franța                     | Maroc                 | 1 – 0 | 3 – 0    | Campionatul Mondial de Fotbal 1998                     |
| 26. | 1998-06-27               | Parc des Princes, Paris, Franța                           | Chile                 | 3 – 0 | 4 – 1    | Campionatul Mondial de Fotbal 1998                     |
| 27. | 1998-06-27               | Parc des Princes, Paris, Franța                           | Chile                 | 4 – 1 | 4 – 1    | Campionatul Mondial de Fotbal 1998                     |
| 28. | 1998-07-07               | Stade Vélodrome, Marseille, Franța                        | Țările de Jos         | 1 – 0 | 1 – 1    | Campionatul Mondial de Fotbal 1998                     |
| 29. | 1999-03-28               | Olympic Stadium, Seoul, Coreea de Sud                     | Coreea de Sud         | 1 – 1 | 2 – 1    | Meci amical                                            |
| 30. | 1999-06-30               | Estadio Antonio Oddone Sarubbi, Ciudad del Este, Paraguay | Venezuela             | 1 – 0 | 7 – 0    | 1999 Copa América                                      |
| 31. | 1999-06-30               | Estadio Antonio Oddone Sarubbi, Ciudad del Este, Paraguay | Venezuela             | 4 – 0 | 7 – 0    | 1999 Copa América                                      |
| 32. | 1999-07-06               | Estadio Antonio Oddone Sarubbi, Ciudad del Este, Paraguay | Chile                 | 1 – 0 | 1 – 0    | 1999 Copa América                                      |
| 33. | 1999-07-11               | Estadio Antonio Oddone Sarubbi, Ciudad del Este, Paraguay | Argentina             | 2 – 1 | 2 – 1    | 1999 Copa América                                      |
| 34. | 1999-07-18               | Estadio Defensores del Chaco, Asunción, Paraguay          | Uruguay               | 3 – 0 | 3 – 0    | 1999 Copa América                                      |
| 35. | 2001-08-09               | Pinheirão, Curitiba, Brazilia                             | Panama                | 3 – 0 | 5 – 0    | Meci amical                                            |
| 36. | 2001-08-09               | Pinheirão, Curitiba, Brazilia                             | Panama                | 4 – 0 | 5 – 0    | Meci amical                                            |
| 37. | 2001-08-09               | Pinheirão, Curitiba, Brazilia                             | Panama                | 5 – 0 | 5 – 0    | Meci amical                                            |
| 38. | 2002-02-06               | King Fahd II Stadium, Riyadh, Arabia Saudită              | Arabia Saudită        | 1 – 0 | 1 – 0    | Meci amical                                            |
| 39. | 2002-06-03               | Munsu Cup Stadium, Ulsan, Coreea de Sud                   | Turcia                | 1 – 1 | 2 – 1    | Campionatul Mondial de Fotbal 2002                     |
| 40. | 2002-06-08               | Jeju World Cup Stadium, Seogwipo, Coreea de Sud           | China                 | 4 – 0 | 4 – 0    | Campionatul Mondial de Fotbal 2002                     |
| 41. | 2002-06-13               | Suwon World Cup Stadium, Suwon, Coreea de Sud             | Costa Rica            | 1 – 0 | 5 – 2    | Campionatul Mondial de Fotbal 2002                     |
| 42. | 2002-06-13               | Suwon World Cup Stadium, Suwon, Coreea de Sud             | Costa Rica            | 2 – 0 | 5 – 2    | Campionatul Mondial de Fotbal 2002                     |
| 43. | 2002-06-17               | Kobe Wing Stadium, Kobe, Japonia                          | Belgia                | 2 – 0 | 2 – 0    | Campionatul Mondial de Fotbal 2002                     |
| 44. | 2002-06-26               | Saitama Stadium, Saitama, Japonia                         | Turcia                | 1 – 0 | 1 – 0    | Campionatul Mondial de Fotbal 2002                     |
| 45. | 2002-06-30               | Nissan Stadium, Yokohama, Japonia                         | Germania              | 1 – 0 | 2 – 0    | Campionatul Mondial de Fotbal 2002                     |
| 46. | 2002-06-30               | Nissan Stadium, Yokohama, Japonia                         | Germania              | 2 – 0 | 2 – 0    | Campionatul Mondial de Fotbal 2002                     |
| 47. | 2003-06-11               | Abuja Stadium, Abuja, Nigeria                             | Nigeria               | 3 – 0 | 3 – 0    | Meci amical                                            |
| 48. | 2003-09-07               | Estadio Metropolitano, Barranquilla, Columbia             | Columbia              | 1 – 0 | 2 – 1    | Calificările pentru Campionatul Mondial de Fotbal 2006 |
| 49. | 2003-11-19               | Pinheirão, Curitiba, Brazilia                             | Uruguay               | 2 – 0 | 3 – 3    | Calificările pentru Campionatul Mondial de Fotbal 2006 |
| 50. | 2003-11-19               | Pinheirão, Curitiba, Brazilia                             | Uruguay               | 3 – 3 | 3 – 3    | Calificările pentru Campionatul Mondial de Fotbal 2006 |
| 51. | 2004-02-06               | Mineirão, Belo Horizonte, Brazilia                        | Argentina             | 1 – 0 | 3 – 0    | Calificările pentru Campionatul Mondial de Fotbal 2006 |
| 52. | 2004-02-06               | Mineirão, Belo Horizonte, Brazilia                        | Argentina             | 2 – 0 | 3 – 0    | Calificările pentru Campionatul Mondial de Fotbal 2006 |
| 53. | 2004-02-06               | Mineirão, Belo Horizonte, Brazilia                        | Argentina             | 3 – 0 | 3 – 0    | Calificările pentru Campionatul Mondial de Fotbal 2006 |
| 54. | 2004-08-18               | Stade Sylvio Cator, Port-au-Prince, Haiti                 | Haiti                 | 2 – 0 | 6 – 0    | Meci amical                                            |
| 55. | 2004-08-18               | Stade Sylvio Cator, Port-au-Prince, Haiti                 | Haiti                 | 5 – 0 | 6 – 0    | Meci amical                                            |
| 56. | 2004-08-18               | Stade Sylvio Cator, Port-au-Prince, Haiti                 | Haiti                 | 6 – 0 | 6 – 0    | Meci amical                                            |
| 57. | 2004-09-05               | Estádio do Morumbi, São Paulo, Brazilia                   | Bolivia               | 1 – 0 | 3 – 1    | Calificările pentru Campionatul Mondial de Fotbal 2006 |
| 58. | 2004-10-09               | Estadio José Pachencho Romero, Maracaibo, Venezuela       | Venezuela             | 3 – 0 | 5 – 2    | Calificările pentru Campionatul Mondial de Fotbal 2006 |
| 59. | 2006-06-04               | Stade de Genève, Geneva, Elveția                          | Noua Zeelandă         | 1 – 0 | 4 – 0    | Meci amical                                            |
| 60. | 2006-06-22               | FIFA WM Stadion Dortmund, Dortmund, Germania              | Japonia               | 1 – 1 | 4 – 1    | Campionatul Mondial de Fotbal 2006                     |
| 61. | 2006-06-22               | FIFA WM Stadion Dortmund, Dortmund, Germania              | Japonia               | 4 – 1 | 4 – 1    | Campionatul Mondial de Fotbal 2006                     |
| 62. | 2006-06-27               | FIFA WM Stadion Dortmund, Dortmund, Germania              | Ghana                 | 1 – 0 | 3 – 0    | Campionatul Mondial de Fotbal 2006                     |

## Palmares
Cruzeiro
- Campeonato Mineiro: 1994
- Copa do Brasil: 1993

 PSV
- Cupa Olandei: 1996
- Supercupa Olandei: 1996

 Barcelona
- Copa del Rey: 1997
- Cupa Cupelor UEFA: 1997
- Supercopa de España: 1996

 Inter Milano
- Cupa UEFA: 1998

 Real Madrid
- La Liga: 2002–03, 2006–07
- Cupa Intercontinentală: 2002
- Supercopa de España: 2003

 Corinthians
- Campeonato Paulista: 2009
- Copa do Brasil: 2009

### Echipa națională
- Campionatul Mondial de Fotbal: 1994, 2002

Finalist: 1998
- Copa América: 1997, 1999

Finalist: 1995
- Cupa Confederațiilor FIFA: 1997
- Jocurile Olimpice de vară

Bronz: 1996

### Individual
- Golgheter Supercopa Libertadores: 1993–94
- Echipa anului Supercopa Libertadores: 1993–94
- Golgheter Campeonato Mineiro: 1993–94
- Echipa anului Campeonato Mineiro: 1994
- Golgheter Eredivisie: 1994–95
- Golgheter La Liga: 1996–97,2003–2004
- Balonul de Aur: 1996–97
- Premiul Don Balón Award jucătorul străin al anului din La Liga: 1996–97
- Cel mai bun jucător al finalei Copa América: 1997
- Cel mai bun jucător al Copa América: 1997
- Echipa All-Star Confederations Cup: 1997
- Cel mai bun jucător al finalei Cupa Cupelor UEFA: 1997
- Golgheter Cup Winners Cup: 1996–1997
- IFFHS World's Top Goal Scorer of the Year: 1997
- Cel mai bun jucător din UEFA Champions League: 1997–98
- Fotbalistul anului din Serie A: 1997–98
- Fotbalistul străin al anului din Serie A: 1997–98
- Cel mai bun jucător UEFA: 1997–98
- Bravo Award : 1995, 1997, 1998
- Campionatul Mondial de Fotbal Balonul de Aur: 1998
- Cel mai bun jucător al finalei Cupa UEFA: 1998
- Golgheter Copa América: 1999
- Echipa All-Star Copa América: 1997, 1999
- Jucătorul anului FIFA: 1996, 1997, 2002
- Balonul de Aur: 1997, 2002
- Jucătorul anului World Soccer Magazine: 1996,1997.2002
- Onze d'Or: 1997, 2002
- Campionatul Mondial de Fotbal Balonul de Argint: 2002
- FIFA 100
- Echipa All-Star Campionatul Mondial de Fotbal: 1998, 2002
- Cel mai bun jucător al Finalei Campionatului Mondial: 2002
- Golgheter Campionatul Mondial de Fotbal: 2002
- Cel mai bun jucător Cupa Intercontinentală: 2002
- Echipa anului UEFA: 2002
- Laureus Comeback of the Year: 2002
- Strogaldo De Legendary Award 2002
- BBC Sports Personality of the Year Overseas Personality: 2002
- La Liga South American Player of the Year: 1996–97, 2002–03
- Golden Foot award: 2006
- Brazilian National Hall of Fame: Class of 2006
- Serie A Player of the Decade: 1997–2007
- France Football Magazine: Starting eleven of all-time (2007)
- Campionatul Mondial de Fotbal: All-Time Leading Scorer
- Campeonato Paulista: Cel mai bun jucător, 2009
- Goal.com : Player of a decade: Winner 2000–2010[18]